# Wolf at the Door
«Wolf at the Door» — песня и второй сингл британской рок-группы Keane. Диск был выпущен в 2001 году в промоцелях в количестве всего 50 штук (каждый CD записан просто на компьютере) и является самым редким синглом группы.

## О сингле
Запись началась 28 октября 2000 и была завершена в мае 2001, даже несмотря на то, что запись должна была выйти ранее 2001. Второй сингл, как и первый, был распродан в пабах.
Из-за малого количества изданных копий он является одним из наиболее желаемых коллекционных предметов Keane среди фанатов. Так, имел место факт продажи сингла за £1000 на интернет-аукционе EBay. Её статус как раритет таков, что, предположительно, ни один из членов группы не имеет у себя копии сингла.
Сингл содержит перезапись заглавного трека предыдущего сингла «Call Me What You Like», а также раннюю версию «She Has No Time», которая позднее была представлена на Hopes and Fears, их дебютном альбоме.
Спустя короткое время после издания релиза, гитарист Доминик Скотт покинул группу, с тех пор Keane не использовали в своих композициях гитару до 2007 года, когда нашли ей применение в кавер-версии, би-сайде сингла «She Sells Sanctuary».

## Список композиций
| №  | Название                | Длительность |
| -- | ----------------------- | ------------ |
| 1. | «Wolf at the Door»      | 4:17         |
| 2. | «Call Me What You Like» | 3:32         |
| 3. | «She Has No Time»       | 5:00         |

## Информация о песне
Песня была написана около июля 2000 и впервые была исполнена в Monarch pub в Кэмдене, Лондон. Он был записан в Roundhouse Studios и Balfour Studios.

## Структура композиции
Большинство людей скажет, что песня напоминает трек Coldplay «'Brothers & Sisters'» из-за аналогичного гитарного вступления.
Однако и «сказочный эпос» Keane нашёл себе место в песне, вместе с вокальными партиями Чаплина и Скотта и гитарным сопровождением.
- Длительность: 4:17
- Темп: approx. 170bpm
- Ключ: F# major
- Time signature: 6/8, 8 beat

## Би-сайды

### Call Me What You Like
Это перезапись одного из первых треков, который был медленнее и дольше, чем представленный здесь. Окончательный вариант был записан 19 февраля, 2001. Песня сочинена Томом Чаплином около 1999.
- Длительность: 3:32
- Темп: 92bpm
- Ключ: Cm
- Time signature: 4/4
- Стиль: Альтернативный рок

### She Has No Time
Акустическая гитарная версия песни, в отличие от версии, которая появится на Hopes and Fears. Она была написана около января 2001. Эта версия короче альбомной и в ней используются эффекты синтезатора.
- Длительность: 5:00
- Темп: 72bpm
- Ключ: Dm
- Time signature: 4/4
- Стили: Альтернативный рок, баллада

## Оформление CD
На обложке чёрного цвета можно прочитать «keane», написанное фразами «wolf at the door». На внутренней стороне обложки — данные о группе и их менеджере, Адаме Тьюдхоупе, а также другие сведения (о треках и прочее). Дизайн выполнен Джо МакАллистером.